# Bram Sniekers
Bram Sniekers (1972) is een Nederlandse trompettist en dirigent.

## Biografie
Sniekers groeide op in het witte stadje Thorn.
Vanaf 1989 studeerde hij trompet en orkestdirectie aan het conservatorium van Maastricht bij Theo Wolters, Jan Cober, Jan Stulen en Enrico Delamboye. Masterclasses volgde hij bij Pierre Kuijpers, Frits Damrow, Vince Mendoza en Sir Neville Marriner.
Op 19-jarige leeftijd werd hij aangenomen bij de Koninklijke Militaire Kapel in Den Haag waar hij tot 2000 solo trompettist was. Met dit orkest vertolkte Sniekers de trompetconcerten van Haydn, Aratiunian en Hummel in binnen en buitenland. Vanaf 2000 tot 2007 was hij vaste remplaçant trompet bij het Nederlands Radio Symfonie orkest en remplaceerde hij bij vrijwel alle nederlandse symfonie orkesten.
Bram Sniekers was dirigent van onder andere de Philharmonie Leende, Harmonie Wilhelmina Posterholt, Brassband Merum en  Fanfare De Vooruitgang Stiphout.
In 2007 werd hij aangesteld als chefdirigent en artistiek directeur van de spaanse Banda de Lalín (Galicië). Met dit orkest was hij succesvol bij nationale en internationale concoursen zoals het Wereld Muziek Concours in Kerkrade, het Certamen Villa de Altea (Valencia) en het Certamen Gallego (Pontevedra). Met de Banda de Lalín nam hij diverse CD´s op in samenwerking met o.a. Johan de Meij, David Childs, Esteban Batallán, World Wind Music, Baton Music en WMC Kerkrade.
Bram Sniekers was als gastdirigent actief bij het Orquesta Sinfónica Venezuela (OSV), Orquesta Filarmónica Medellín, Real Filarmonia de Galicia, Orquesta Sinfónica EAFIT Medellín, Orquesta Sinfónica UNAB Bucaramanga, het Metropole Orkest, Gran Canaria Wind Orchestra, Aulos Windband Zwitserland, Banda Municipal de La Coruña, Banda Municipal de Victoria de Gasteiz, Banda Municipal de Ourense en Banda Municipal de Pontevedra.
Sinds juli 2018 is hij chefdirigent en artistiek directeur van Sociedad Musical L´Artística Manisense (Valencia). Onder zijn leiding werd dit orkest in april 2019 winnaar van het Certamen Nacional de Bandas de la Ciudad de Cullera.